# Drenča
Drenča (cyr. Дренча) – wieś w Serbii, w okręgu rasińskim, w gminie Aleksandrovac. W 2011 roku liczyła 265 mieszkańców.